# Ciarán Power
Ciarán Power (Waterford, 8 mei 1976) is een Iers voormalig professioneel wielrenner.

## Carrière
Na zijn eerste profjaar bij het Linda McCartney Racing Team reed hij een jaar in dienst van een kleine Franse ploeg. Tussen 2002 en 2007 reed hij voor Navigators Cycling Team, een kleine Amerikaanse ploeg.
In 2000 werd Power de eerste Ier die deelnam aan een grote ronde, sinds Stephen Roche in 2003. Hij behaalde twee top-10 plaatsen in etappes van de Ronde van Italië 2000. Verder deed hij datzelfde jaar mee aan de Olympische Zomerspelen (Sydney), waarbij hij als 74e finishte. In 2004 deed Power opnieuw mee aan de Olympische Zomerspelen (Athene), ditmaal eindigde hij als 13e.

## Belangrijkste overwinningen
1998
 Iers kampioen op de weg, Beloften
Eindklassement FBD Insurance Rás
1999
1e etappe Ronde van Hokkaido
7e etappe Ronde van Egypte
2002
Eindklassement FBD Insurance Rás
2003
3e en 7e etappe FBD Insurance Rás
2004
5e etappe deel B Ronde van Beauce
2006
4e en 7e etappe FBD Insurance Rás
2008
Rutland-Melton International Cicle Classic
6e etappe FBD Insurance Rás

## Resultaten in voornaamste wedstrijden
| Jaar | Ronde van Italië | Ronde van Frankrijk | Ronde van Spanje |
| ---- | ---------------- | ------------------- | ---------------- |
| 2000 | 122e             |                     |                  |
| 2001 |                  |                     |                  |
| 2002 |                  |                     |                  |
| 2003 |                  |                     |                  |

| Jaar | Gent-Wevelgem |
| ---- | ------------- |
| 2000 |               |
| 2001 |               |
| 2002 |               |
| 2003 | 33e           |

## Ploegen
- 2000 –  Linda McCartney Racing Team
- 2001 –  Saint Quentin-Oktos
- 2002 –  Navigators Insurance
- 2003 –  Navigators Insurance
- 2004 –  Navigators Insurance
- 2005 –  Navigators Insurance
- 2006 –  Navigators Insurance
- 2007 –  Navigators Insurance
- 2008 –  Pezula Racing